# Океан сказань
«Океан сказань», «Катхасарітсагара» (санскр. कथासरित्सागर, буквально «океан, утворений потоками сказань») — складене в XI столітті на санскриті кашмірським поетом Сомадевою віршоване зібрання казок, новел і легенд. Виконане в жанрі «обрамлена повість».
Велика частина написана епічною строфою «шлока», поділяється на 21 книгу і 184 розділи («хвилі»), складається з 21338 дворядкових віршів. Сюжет «Океану сказань» розділено на три нерівні частини. Перша (вона ж і перша книга) — це історія напівбога Пушпаданти, проклятого дружиною Шиви, Парваті, на перевтілення в тілі людини за те, що підслухав і виказав розмову богів. Друга частина (книги друга — п'ята) описує підслухану історію про царя Удаяну, який при допомозі мудрого радника підпорядкував собі землі інших правителів, знайшов двох прекрасних дружин і виростив героя Нараваханадатту. Решту «Океану сказань» займає її продовження про царевича Нараваханадатту, який після довгих мандрів і випробувань здобуває владу над народом напівбогів відьядгарів, воз'єднується з дружиною, з якою був розлучений, і проголошує закон Дгарми.

## Зміст
Перша частина. Молодший бог (ган) Пушпаданта підслуховує розмову бога Шиви з його дружиною, богинею Парваті, про напівбогів відьдягарів і їхнього володаря Нараваханадатту. Пушпаданта переповідає цю історію своїй дружині, а вона розбазікує іншим. Дізнавшись про це, Парваті проклинає Пушпаданту — той мусить перевтілитися в людину Вараручі. Звільниться від прокляття він тільки тоді, коли розшукає демона Канабгуті та розповість йому ту саму історію. За Пушпаданту заступається ган Мальяван і богиня засуджує його до переродження в подобі поета Гунадг'ї.
Вараручі народжується людиною, дорослішає і стає міністром царя Нанди. Якось він заходить у ліс, де зустрічає пішахаса Канабгуті, котрий насправді слуга бога багатства Кубери, покараний життям у подобі демона. Вараручі розпитує його про долю і пішахас викладає оповідь про своє минуле з відступами про місця й персонажів, які йому траплялись в житті. Потім Вараручі переказує історію про Нараваханадатту. Її записує Гунадг'я, котрий пише її сім років власною кров'ю, взявши обітницю мовчання. Коли він закінчує працю, з Канабгуті та Вараручі спадає прокляття і вони повертаються на небо.
Гунадг'я ж іще повинен поширити цю історію в усьому світі, але не знає як це зробити. Він просить допомоги в царя Сатаватхані, але той насміхається з його праці. Гунадг'я спалює свою книгу, а цар згодом хворіє. Шукаючи причину недуги, він зустрічає засмученого Гунадг'ю і не впізнає його. Поет розповідає йому свою долю і переказує зміст знищених записів. Зрозумівши, що став причиною втрати великої книги, цар переповідає її людям. Таким чином вона стає відомою і Гунадг'я звільняється від прокляття.
Друга частина. Оповідь продовжується історією про відьдягарів, почутою Пушпадантою. Починається вона відступом про життя царя Удаяни — батька Нараваханадатти. Царівну Мрігаваті викрадає величезний птах і впускає в лісі. Там її знаходить син відлюдника Ямадані. Від нього Мрігаваті народжує Удаяну, що за пророцтвом стане володарем відьядгарів. Ямадані навчає його і царевич виростає сильним освіченим юнаком.
Цар Чандамахасена викрадає Удаяну, щоб той навчив його дочку Васавадатту. Ті закохуються одне в одного й тікають. Чандамахасена, втім, радий, що Удаяна буде його зятем. Удаяна справляє весілля, але слідом віддається розвагам, покинувши державні справи. Таким чином здійснення його долі стає неможливим. Міністр Яугандгараяна замислює повернути царя до виконання обов'язків. Він вдає начебто Васавадатта загинула при пожежі та підлаштовує весілля з Падмаваті — царівною сусіднього царства. Удаяна розкриває обман, однак вибачає міністра, вражений його відданістю країні.
Удаяна здійснює аскетичні подвиги і на нього звертає увагу Шива. Бог пророкує, що в Удаяни народиться син, який і стане володарем відьядгарів. Щоб полегшити майбутнє синові, Удаяна завойовує сусідні царства, проте виявляє милість, лишивши всіх підкорених царів на тронах. Васавадатта народжує сина Нараваханадатту, що є втіленням бога Ками.
Третя частина. Дія хронологічно починається з фіналу, коли Нараваханадатта вже давно став володарем відьядгарів. До нього прибуває цар Сур'япрабга, котрому Шива пообіцяв непереможність, якщо той служитиме Нараваханадатті. Сур'япрабга розповідає свою історію, як він добув численні дивовижні знання, зброю, та про свої перемоги. В його оповіді міститься окрема історія про царя Трівікрамасену, що завадив злому бгікшу Кшанташалі захопити владу над відьядгарами.
Далі Нараваханадатта розповідає придворним як досягнув слави й могутності. В Удаяну закохується царівна Калінгасена, та відьядгар Маданавега втручається і, набувши подоби Удаяни, зачинає з Калінгасеною дочку Мадаманчуку, що стає перевтіленням Раті. Нараваханадатта закохується в підрослу Мадаманчуку і вони одружуються. Мадаманчука таємниче зникає (її викрадає відьядгар Манасавега), а відьядгарка Вегаваті видає себе за неї та заманює царевича в пастку.
Шукаючи Мадаманчуку, Нараваханадатта знаходить ще двадцять п'ять дружин, що перемежовується з почутими від них і їхніх наближених бувальщинами та анекдотами. Від повелителя Мандари цар дізнається, що здолає ворога тільки зібравши чудесну зброю та коштовності. Отримавши їх усі, герой очолює величезне військо.
Врешті йому вдається подолати Манасавегу, визволити Мадаманчуку та стати володарем відьядгарів. Постарілий до того часу Чандамахасена помирає, а Удаяна й Васавадатта, відчуваючи, що стали немічними, вирішують кинутися зі скелі. Проте їх підхоплює летюча колісниця та забирає на небо.
Нараваханадатта стає наступником трону. Він влаштовує пишне вшанування своїх батьків і проголошує головним законом у своїх володіннях закон справедливості. Разом з Мадаманчукою та іншими дружинами він гостює в свого дядька Гопалка, де розповідає різні оповідки, після чого повертається на летючому кораблі додому.

## Історія
Сомадева писав «Океан сказань» у Кашмірі в XI столітті. Свій твір він описував як розширену оповідь, створену поетом III—IV століть Гунадг'єю та написану мовою пайшачі. Вже в часи Сомадеви пайшачі — мова корінного населення Кашміру, витіснялася санскритом і до нашого часу відомо лише близько ста слів цією мовою. Попередником Сомадеви був поет, історик і теоретик літератури Кшемендра, котрий за 25-50 років раніше написав сюжетно близький твір «Бріхаткатхаманджарі». Обидва описували життя Нараваханадатти, проте «Океан сказань» втричі більший та набагато насиченіший відступами. В Кшамеднри 80 сюжетних оповідань, тоді як у Сомадеви майже 400. Стиль мови Сомадеви насичений на противагу сухому викладу подій Кшамендрою. Вважається, що «Океан сказань» було завершено в 1081 або 1082 році.
У XIV і XVI століттях твір було перекладено перською мовою, імовірно вплинувши на формування «Тисячі й однієї ночі». В мусульманському світі «Океан сказань» здобув навіть більшу популярність, ніж в Індії. В Бенгалії 1873 року вийшов прозовий переказ на санскриті. Тоді ж було видано і переклад мовою бенгалі. На початку XX століття, в 1911—1912 твір вийшов і мовою маратхі.
В Європі «Океан сказань» став відомий тільки в XIX столітті. В 1824 англійський орієнталіст Горацій Гаймен Вілсон опублікував англійською зміст і характеристику твору. В 1839 Герман Брокгауз почав видання перекладу п'яти книг німецькою та змісту решти. В 1847 Каетан Коссович опублікував переклад уривка «Океану сказань» російською. Перше повне видання англійською Чарльза Тоні вийшло друком у 1880-і. Окремі історії Сомадеви перекладалися різними європейськими мовами.
Нове видання на санскриті та гінді з'явилося в 1959 році. В 1967 «Океан сказань» вперше було повністю видано російською. За ним вийшли 1982 року переклади чеською та угорською. Український переклад вибраних фрагментів (частина твору подається як стислий переказ) вийшов у 1984 році під назвою «Незвичайні пригоди царевича Нараваханадатти».

## Видання українською
- Сомадева. Незвичайні пригоди царевича Нараваханадатти. / із санскр. переклав І. Серебряков та О. Микитенко; Передм., словник імен та назв І. Серебрякова. К: Дніпро, 1984. 606 с. (вибрані фрагменти)